# 南部屋旅館

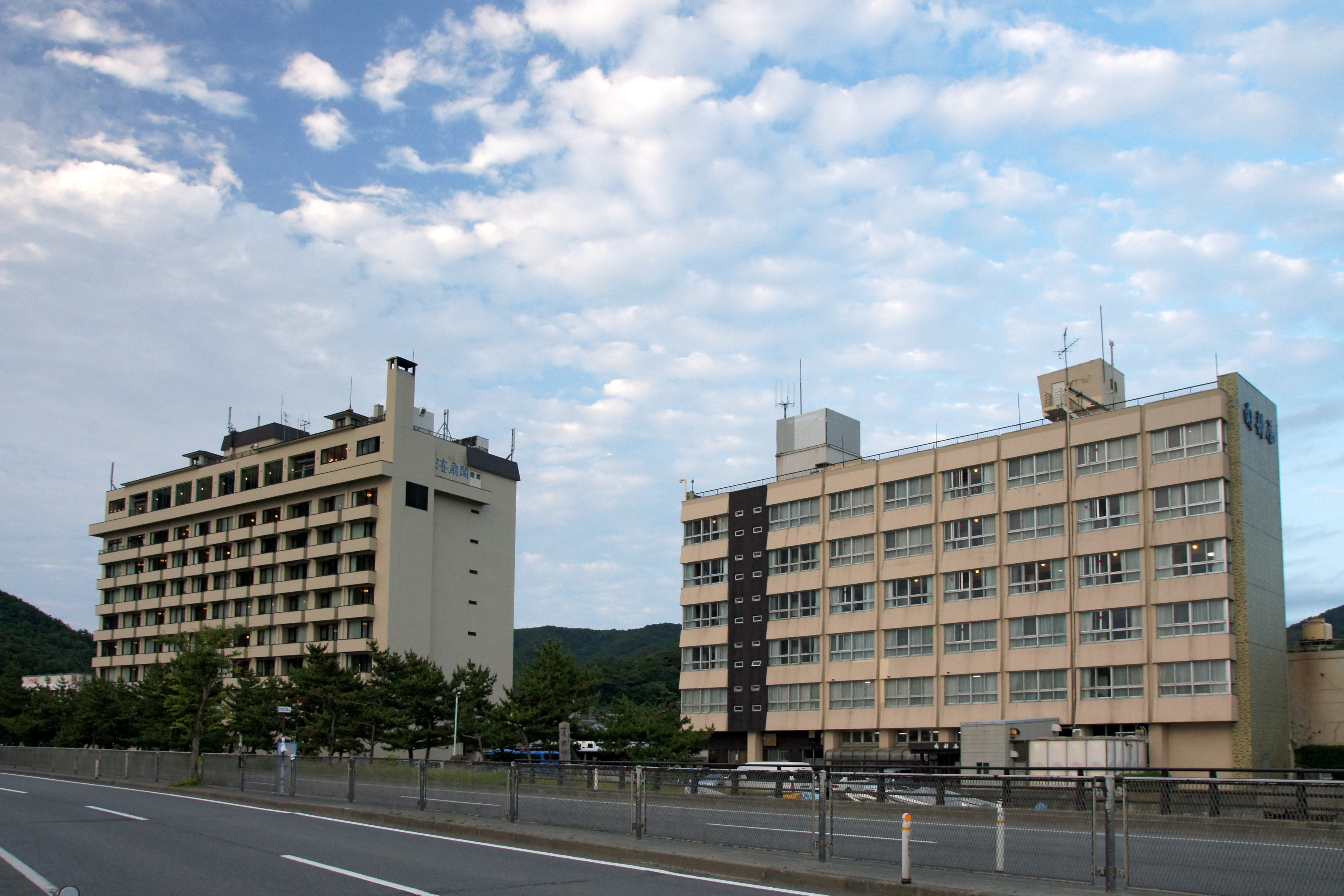
海扇閣（左）

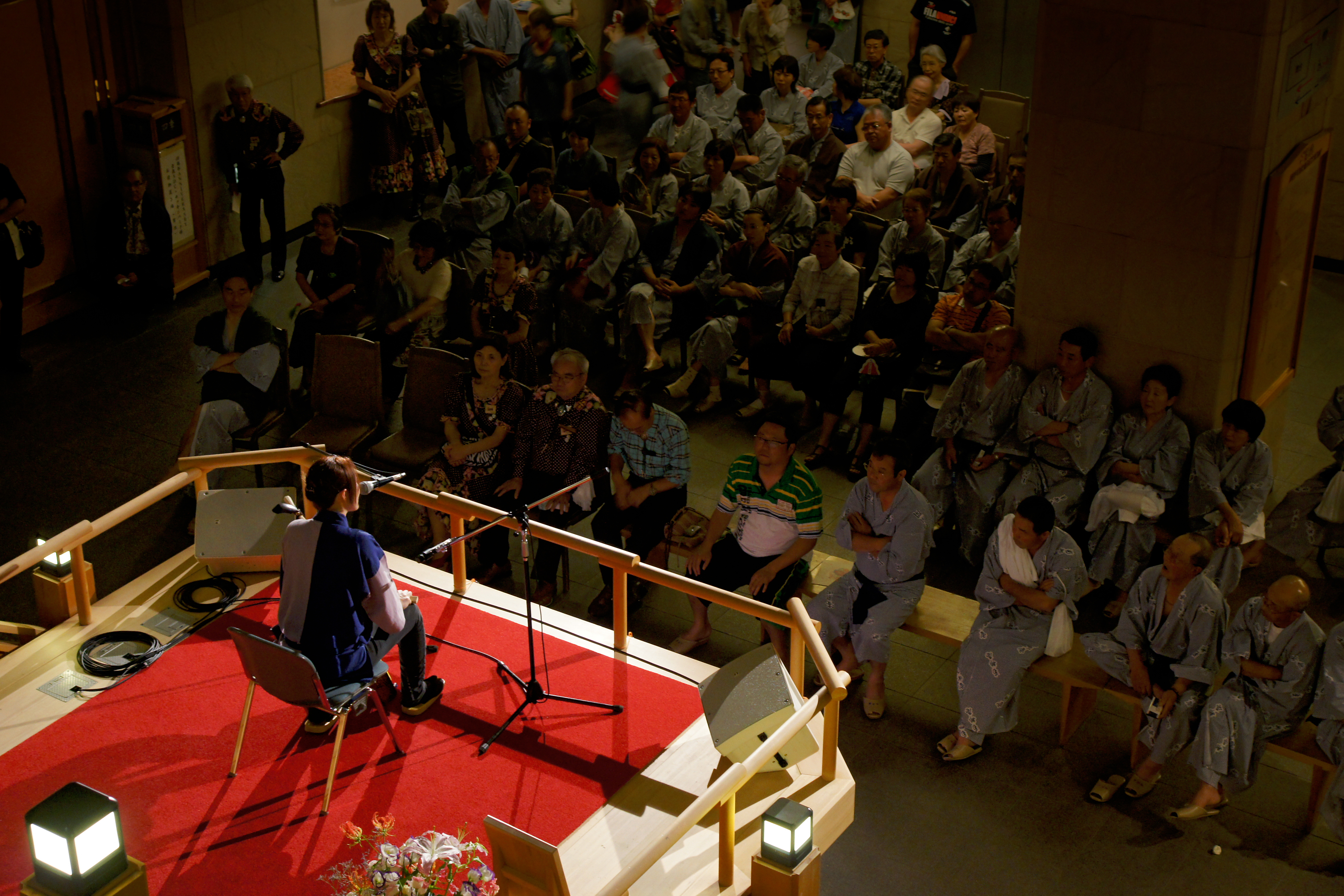
海扇閣ロビーでの津軽三味線ライブ

南部屋旅館（なんぶやりょかん）は、青森県青森市に本社を置く企業である。浅虫温泉郷を代表するホテルである海扇閣を運営する。
海扇閣においては、最上階に青森湾湯の島を望む展望風呂が設けられている。また、毎晩1階ロビー舞台で津軽三味線のライブを開催している。

## 海扇閣

### 施設概要
- 構造 - 鉄筋9階建
- 総客室 - 和室客室64室、特別室１室、洋室シングル18室、洋室ツイン6室
- 冷暖房 - 全館冷暖房完備
- 防災設備 - 第一級防災設備完備
- 駐車場 - 乗用車150台
- 所在地 - 〒039-3501青森県青森市浅虫字蛍谷31

### フロア構成

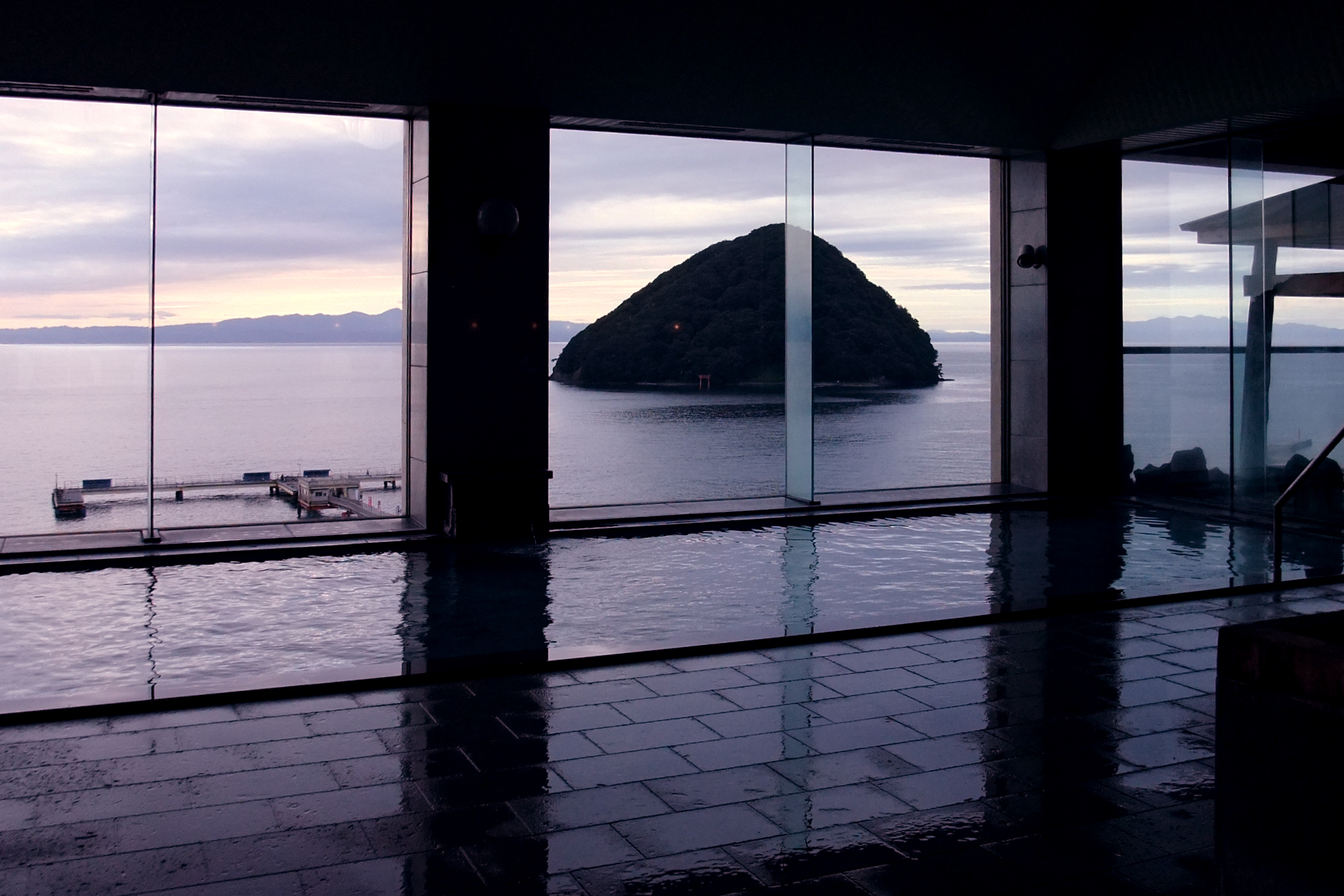
展望浴場

- 9F - 展望浴場「ゆのしま」、展望浴場「うみ」、リラクゼーション（9階エレベーター前）
- 8F - 客室（和室9室）、特別室（1室）、シングル（3室）、ツイン（1室）、アロマトリートメント（862号室）
- 7F - 客室（和室11室）、洋室（シングル3室、ツイン1室）
- 6F - 客室（和室11室）、洋室（シングル3室、ツイン1室）
- 5F - 客室（和室11室）、洋室（シングル3室、ツイン1室）
- 4F - 客室（和室11室）、洋室（シングル3室、ツイン1室）
- 3F - 客室（和室11室）、洋室（シングル3室、ツイン1室）
- 2F - 大宴会場（秀峰、八甲田、白神、岩木）、Dining　海つ路
- 1F - ロビー、フロント、おみやげ処「ふる里」、ギャラリー喫茶「善」、やすらぎ処「まほろば」、コンベンションホール「四季」、1階喫煙コーナー・分煙室

## 交通アクセス
- 青い森鉄道 浅虫温泉駅 徒歩3分

## 周辺
- 道の駅浅虫温泉
- 浅虫ヨットハーバー
- サンセットビーチあさむし